# Žabnjača
Žabnjača falu Horvátországban Verőce-Drávamente megyében. Közigazgatásilag Crnachoz tartozik.

## Fekvése
Verőcétől légvonalban 45, közúton 56 km-re délkeletre, községközpontjától 1 km-re északkeletre, Szlavónia középső részén, a Drávamenti-síkságon, Crnac és Krcenik között fekszik.

## Története
A település 19. század második felében keletkezett Crnac északi, Zablače nevű határrészén. 1880-ban 19, 1910-ben 56 lakosa volt. 1910-ben a népszámlálás adatai szerint lakosságának 80%-a magyar, 18%-a horvát anyanyelvű volt. Verőce vármegye Nekcsei járásának része volt. Az első világháború után 1918-ban az új szerb-horvát-szlovén állam, majd később (1929-ben) Jugoszlávia része lett. 1991-ben teljes lakossága szerb nemzetiségű volt. 1993-ban a független horvát állam keretei között újra megalakult önálló Crnac község része lett. 2011-ben 9 lakosa volt.

## Lakossága
| Lakosság változása | Lakosság változása | Lakosság változása | Lakosság változása | Lakosság változása | Lakosság változása | Lakosság változása | Lakosság változása | Lakosság változása | Lakosság változása | Lakosság változása | Lakosság változása | Lakosság változása | Lakosság változása | Lakosság változása | Lakosság változása |
| ------------------ | ------------------ | ------------------ | ------------------ | ------------------ | ------------------ | ------------------ | ------------------ | ------------------ | ------------------ | ------------------ | ------------------ | ------------------ | ------------------ | ------------------ | ------------------ |
| 1857               | 1869               | 1880               | 1890               | 1900               | 1910               | 1921               | 1931               | 1948               | 1953               | 1961               | 1971               | 1981               | 1991               | 2001               | 2011               |
| 0                  | 0                  | 19                 | 11                 | 22                 | 56                 | 43                 | 155                | 118                | 127                | 114                | 27                 | 20                 | 16                 | 10                 | 9                  |

(1880-tól településrészként, 1953-tól önálló településként.)